# Género discursivo

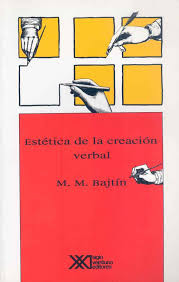
Tapa de libro

De acuerdo con Mijail Bajtín, los géneros discursivos son una serie de enunciados del lenguaje  que son agrupados porque tienen ciertas similitudes en su contenido temático, su estilo verbal y su composición.

## Clasificación de los géneros
Los géneros discursivos pueden ser entendidos como formas discursivas típicas que clasifican a los enunciados según sus características “relativamente estables”, ya entendiendo por enunciado a la unidad real de la comunicación. Estos últimos pueden ser orales o escritos, se producen en distintas esferas de la praxis humana y reflejan las condiciones socio-históricas y el objeto de cada uno de esos ámbitos a través de tres elementos: el contenido temático, el estilo y la composición. Acorde a estas características y con base en la complejidad de los enunciados, existirán entonces, según la teoría de Bajtín, dos géneros discursivos:
1.     Primario o simple.
2.     Secundario o complejo.
En esta teoría dice: “la misma correlación entre los géneros primarios y secundarios, y el proceso de la formación histórica de estos, proyectan luz sobre la naturaleza del enunciado (y ante todo sobre el complejo problema de la relación mutua entre el lenguaje y la ideología o visión del mundo)”

### Géneros primarios
Son los que corresponden a la comunicación cotidiana, oral o escrita. Las conversaciones que se realizan en las diferentes áreas de la vida diaria entran en este género y se caracterizan por ser sencillas, espontáneas y en la mayoría de las ocasiones respuestas inmediatas de una conversación. Las frases son elocuentes. Ejemplos son los diálogos cotidianos, las cartas, las onomatopeyas.

### Géneros secundarios/extremantes
Estos son mucho más amplios, complejos y mucho más elaborados, nacen en condiciones de la comunicación cultural más compleja y se crean a partir de los géneros primarios, en su mayoría son escritos y pasan obligatoriamente por un proceso de planificación. Tomando en cuenta estas características un discurso político, un informe científico, un poema, una crónica, entre otros, son ejemplos pertenecientes a esta clasificación.

## Características de los géneros discursivos
Los géneros discursivos pueden clasificarse y analizarse según cuatro parámetros o características: 
- El tema (de qué habla).
- La estructura (cómo está organizado).
- El estilo (qué recursos lingüísticos utiliza).

Según Bajtín, el estilo tendría que ver con los recursos léxicos, fraseológicos y gramaticales de la lengua.
Todo enunciado puede reflejar la individualidad del hablante, porque le pertenece. Pero no todos los géneros se prestan para absorber un estilo individual.
- La función (para qué se habla y para quién se habla).

## El concepto de género
El concepto de “géneros” discursivos no literarios se remonta a la época de Aristóteles, quien por su parte realizó una primera clasificación de los discursos:
a)     Forenses o jurídicos
b)    Deliberativos o políticos
c)     Epidícticos o de ocasión 
Estos discursos se corresponden con el ámbito institucional y, necesariamente, son posibles a través de la oratoria. Este criterio, en relación con el ámbito en que se producen estos géneros discursivos, será clave para los futuros estudios sobre los géneros.

## Definición de la RAE
El uso de la lengua se lleva a cabo en forma de enunciados (orales y
escritos) concretos y singulares que pertenecen a los participantes de una u
otra esfera de la praxis humana. Estos enunciados reflejan las condiciones
específicas y el objeto de cada una de las esferas no solo por su contenido
(temático) y por su estilo verbal, o sea por la selección de los recursos
léxicos, fraseológicos y gramaticales de la lengua, sino, ante todo, por su
composición o estructuración. Los tres momentos mencionados –el contenido
temático, el estilo y la composición– están vinculados indisolublemente en
la totalidad del enunciado y se determinan, de un modo semejante, por la
especificidad de una esfera determinada de comunicación.